# Manuel Joaquim Machado Rebelo
Manuel Joaquim Machado Rebelo, mais conhecido por Abade de Priscos, (Turiz, 29 de Março de 1834 – Vila Verde, 24 de Setembro de 1930) foi um Abade católico e gastrónomo português que se destacou pelas suas famosas receitas de culinária, especialmente a do Pudim Abade de Priscos. Foi, segundo vários cozinheiros, um dos maiores cozinheiros portugueses do século XIX.
Foi pároco da freguesia de Priscos em Braga durante 47 anos, e foi lá que desenvolveu a sua veia culinária. Apesar de ser amador na arte da culinária foi, segundo a população local, "um homem de grande paladar". Foi amigo do Arcebispo D. Manuel Baptista da Costa, e este tendo conhecimento das suas habilidades culinárias, sempre que alguém importante visitasse a cidade convidava o Abade para dirigir a cozinha. Tal facto projectou-o ao nível nacional, vindo depois realizar grandes e sumptuosos banquetes para a família real, ministros, bispos, aristocratas, entre outros.
Um dos seus aspectos marcantes era a sua maleta recheada de iguarias e temperos desconhecidos, na qual se julgava estar o seu livro de receitas. No entanto, tal livro nunca foi encontrado. Aliás, segundo relatos das pessoas que conviveram com ele, ele nunca escrevera tal livro, pois, segundo o próprio, as receitas estavam nos seus dedos e paladar.
Ficou bastante conhecido por ter criado a famosa sandes servida no Norte do País, vulgo francesinha, depois de ter realizado uma viagem a Paris juntamente com o rei D.Luís I. [carece de fontes?]

## Abade de Priscos e o reiD. Luis I
"No dia 3 de Outubro de 1887, El-Rei D. Luís I, no norte do País com a Família Real, foi de visita à Póvoa de Varzim. As autoridades locais convidaram o Abade de Priscos para dirigir a cozinha e preparar o régio banquete. Desempenhou-se o Abade da tarefa com tão alto nível que o monarca mandou chamá-lo à sua presença, para o conhecer pessoalmente. D. Luís, notoriamente tido como prático de cozinha, quis saber qual era a composição de certo prato servido, complicado e de sabor delicioso.
O Abade sorridente, informou: — Era palha, Real Senhor!
— Palha!? — disse o Rei espantado. — Então dás palha ao teu Rei!?
O Abade baixou a cabeça a fingir-se de envergonhado e, com sorriso manhoso, esclareceu: — Real Senhor! Todos comem palha, a questão é sabê-la dar…"
[carece de fontes?]